# Magyaró
Magyaró (románul: Aluniș, németül: Haseldorf) falu Romániában, Maros megyében, Magyaró község központja. Holtmaros és az 1970-ben elkülönült Fickópataka tartozik hozzá.

## Fekvése
Szászrégentől 16 km-re északkeletre a Maros bal partján fekszik.

## Története
1228-ban Mogoreu néven még csak mogyorócserjével benőtt helyként említik. A falu határában találhatók Mentővár csekély alapfal-maradványai. A várat 1319-ben említik először, kevéssel ezelőtt építtette Losonczi Tamás, később is a Losoncziaké volt, de 1553-ban már elhagyatva állott.
1910-ben 2525 lakosából 1884 magyar és 575 román volt. A trianoni békeszerződésig Maros-Torda vármegye Régeni felső járásához tartozott. 1992-ben 2154 lakosából 1428 magyar, 387 román, 339 cigány volt.

## Ismert szülöttei
- Tömösváry Ödön (1852–1884) zoológus
- Kurcsi Minya (1897–1971) mesemondó
- Zsigmond József (1919–2001) néprajzi, erdészeti szakíró.
- Palkó Attila (1922–2012) történész
- Vajda Ferenc (1936-) költő
- Zsigmond Erzsébet (1937-) népi emlékíró.
- Veress Albert (1948-) orvos, pszichiáter
- Szilágyi József (1960-) gépészmérnök, szakíró

## Hivatkozások

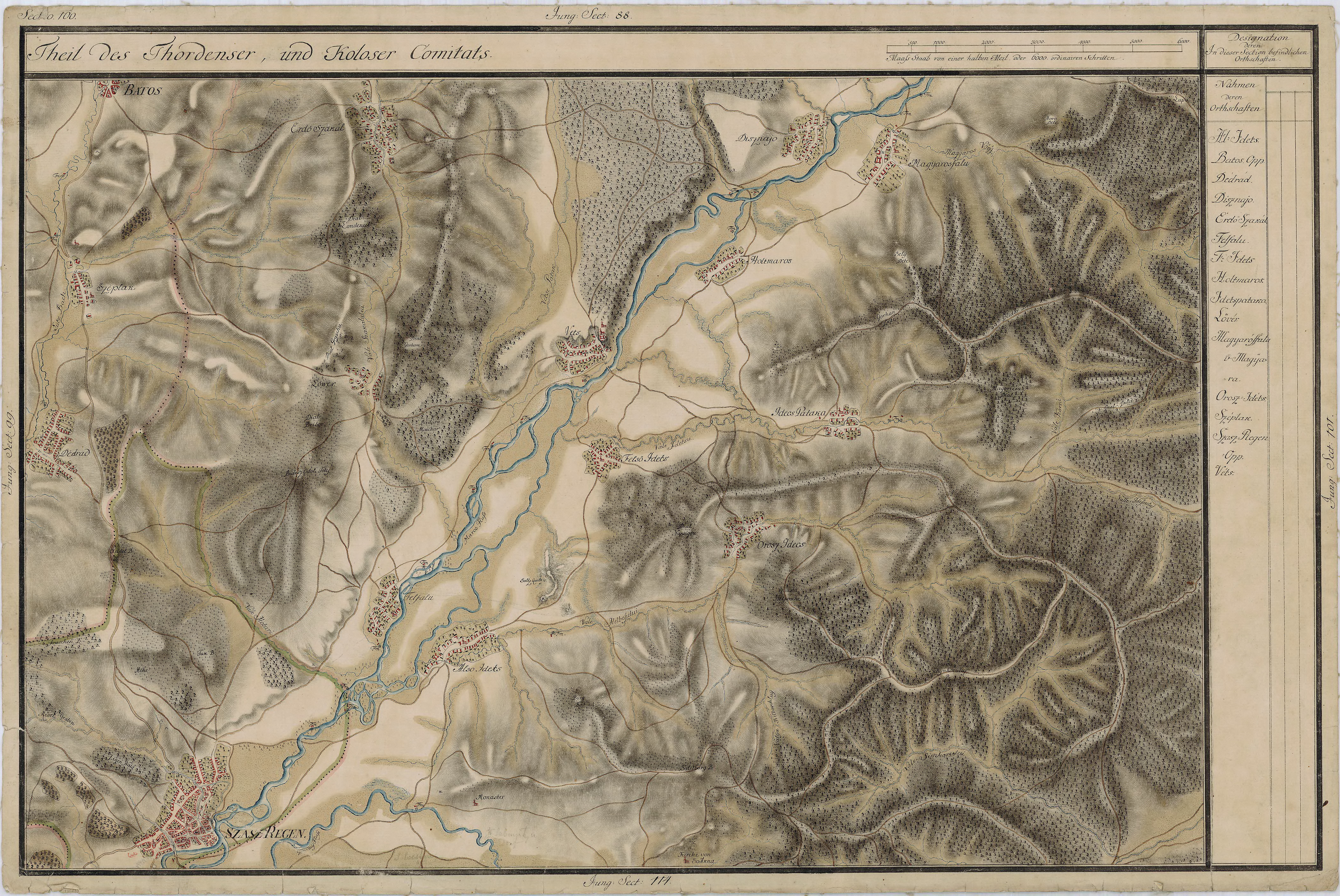
Magyaró környéke 1769–1773 között